# Alberto Dávila
Pour les articles homonymes, voir Davila.
Alberto Dávila est un boxeur mexicano-américain né le 10 août 1954 à Los Angeles, Californie.

## Carrière
Passé professionnel en 1973, il perd trois championnats du monde des poids coqs entre 1978 et 1980 avant de remporter la ceinture WBC de la catégorie (laissée vacante par Lupe Pintor) face à Kiko Bejines le 1er septembre 1983. Davila défend une fois sa ceinture contre Enrique Sanchez puis la laisse à son tour vacante en 1984 avant d'essayer de la récupérer en 1986. Il sera battu le 15 novembre par Miguel Happy Lora et mettra un terme à sa carrière en 1988 après une seconde défaite contre Lora sur un bilan de 56 victoires et 10 défaites.